# Gállego

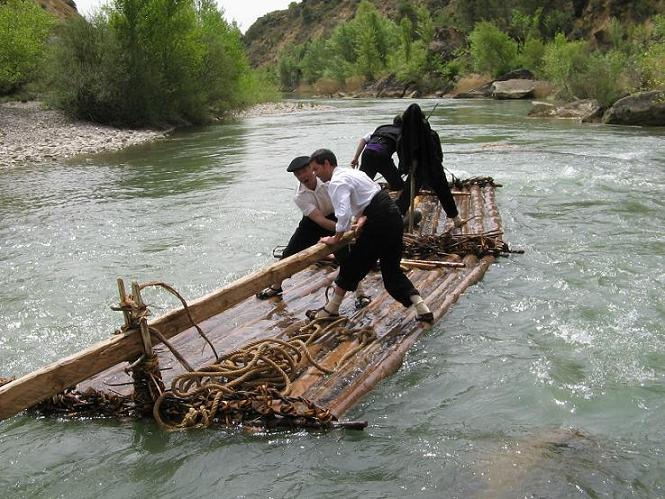
Scialuppa sul fiume Gállego.

Il Gállego (in aragonese Galligo) è un fiume della Spagna, tra i principali affluenti dell'Ebro. Drena un bacino di 4.008,8 km² ed è lungo 193,2 km. Il curioso nome del fiume deriva dal nome latino della zona di origine, la Gallia: il Gallicus, il Gállego.

## Geografia
Il Gállego nasce al Col d'Aneu, nei Pirenei, a 2.200 metri di altitudine, nelle vicinanze del Colle del Portalet. Si fa strada per la Valle di Tena percorrendo i comuni di Sallent, Panticosa e Biescas, tagliando le catene prepirenaiche nella Foz de Santa Elena. A partire da Sabiñánigo inizia a descrivere un ampio gomito fino a Triste, da dove prosegue nuovamente con l'iniziale direzione N-S che mantiene fino alla confluenza con l'Ebro, all'altezza di Saragozza.
Nel bacino alto riceve i principali affluenti: l'Aguas Limpias (regolato dal bacino di la Sarra), il Caldarés, l'Escarra, il Lana Mayor e l'Aurín, che in gran parte determinano la portata e le caratteristiche del Gállego. Nel corso medio e basso, i fiumi Guarga, Seco, Asabón e Sotón apportano una portata scarsa. Il corso del fiume è regolato dai bacini idroelettrici del Gállego, di Lanuza, di Búbal, Sabiñánigo e dai canali di irrigazione di La Peña e Ardisa, che portano acqua al bacino della Sotonera attraverso il canale del Gállego (90 m³/s).
A valle del lago di Ardisa, nel territorio di Puendeluna, si deriva un canale che, passando per i paesi di Puendeluna e Marracos, rifornisce di acqua la centrale idroelettrica del Salto del Lobo per poi restituire le acque al fiume. A valle il letto viene derivato nei canali di Ontinar e del Rabal, che alimentano i sistemi di irrigazione dei fossi di Camarena, Urdán, e Rabal.
La portata del Gállego alla foce presso Saragozza è scarsa; l'intensa regolazione e le derivazioni fanno sì che la portata media attuale sia il 10% della portata naturale.